# レイチェル・ケラー
レイチェル・ケラー（Rachel Rye Keller、1992年12月25日 - ）は、アメリカ合衆国の女優。

## 来歴
ロサンゼルス生まれ、ミネソタ州セントポール育ち。ユダヤ系アメリカ人。カーネギーメロン大学卒業。
主にテレビドラマを中心に出演、『レギオン』の主人公のガールフレンド、シドニー“シド”・バレット役で知られるほか、WOWOWとハリウッドの共同制作ドラマ『TOKYO VICE』にも出演している。
『TOKYO VICE』のサマンサ役は当初オデッサ・ヤングに決まっていたが、撮影延期によりスケジュールが合わなくなったため、急遽ケラーが代役に抜てきされた。彼女の母親が日本育ちで日本には馴染みがあったが、日本語の知識はまったくなかったため、日本語教師から数ヶ月特訓を受けた。

## 主な出演作品
| 公開年    | 邦題 原題                              | 役名                     | 備考                       |
| --------- | -------------------------------------- | ------------------------ | -------------------------- |
| 2015      | メンタリスト The Mentalist             | アン                     | テレビドラマ、1エピソード  |
| 2015      | スーパーナチュラル Supernatural        | シスター・マサイアス     | テレビドラマ、1エピソード  |
| 2015      | FARGO/ファーゴ Fargo                   | シモーン・ゲアハルト     | テレビドラマ、7エピソード  |
| 2017-2019 | レギオン Legion                        | シドニー“シド”・バレット | テレビドラマ、27エピソード |
| 2019      | ザ・ソサエティ The Society             | カサンドラ・プレスマン   | テレビドラマ、3エピソード  |
| 2019      | 月影の下で In the Shadow of the Moon   | ジーン                   |                            |
| 2020      | ダーティ・ジョン -秘密と嘘- Dirty John | リンダ                   | テレビドラマ、8エピソード  |
| 2022      | TOKYO VICE                             | サマンサ・ポーター       | テレビドラマ、18エピソード |
| 2022      | オットーという男 A Man Called Otto     | ソニア                   |                            |
| 2022      | Butcher's Crossing                     | Francine                 | ポストプロダクション       |